# ガラクトサミン
ガラクトサミン(Galactosamine)は、ガラクトースから誘導されたヘキソサミンである。このアミノ糖は、卵胞刺激ホルモン(FSH)や黄体形成ホルモン(LH)のようないくつかの糖タンパク質のホルモンを構成している。FSHとLHにはガラクトサミンの他にグルコサミン、ガラクトース、グルコースが含まれている。